# شهرستان یونگشان
شهرستان یونگشان (به لاتین: Yongshan County) یک شهرستان‌های جمهوری خلق چین در چین است که در ژاوتونگ واقع شده‌است. شهرستان یونگشان ۲٬۸۸۳ کیلومتر مربع مساحت و ۴۱۰٬۰۰۰ نفر جمعیت دارد.